# 神戸岩

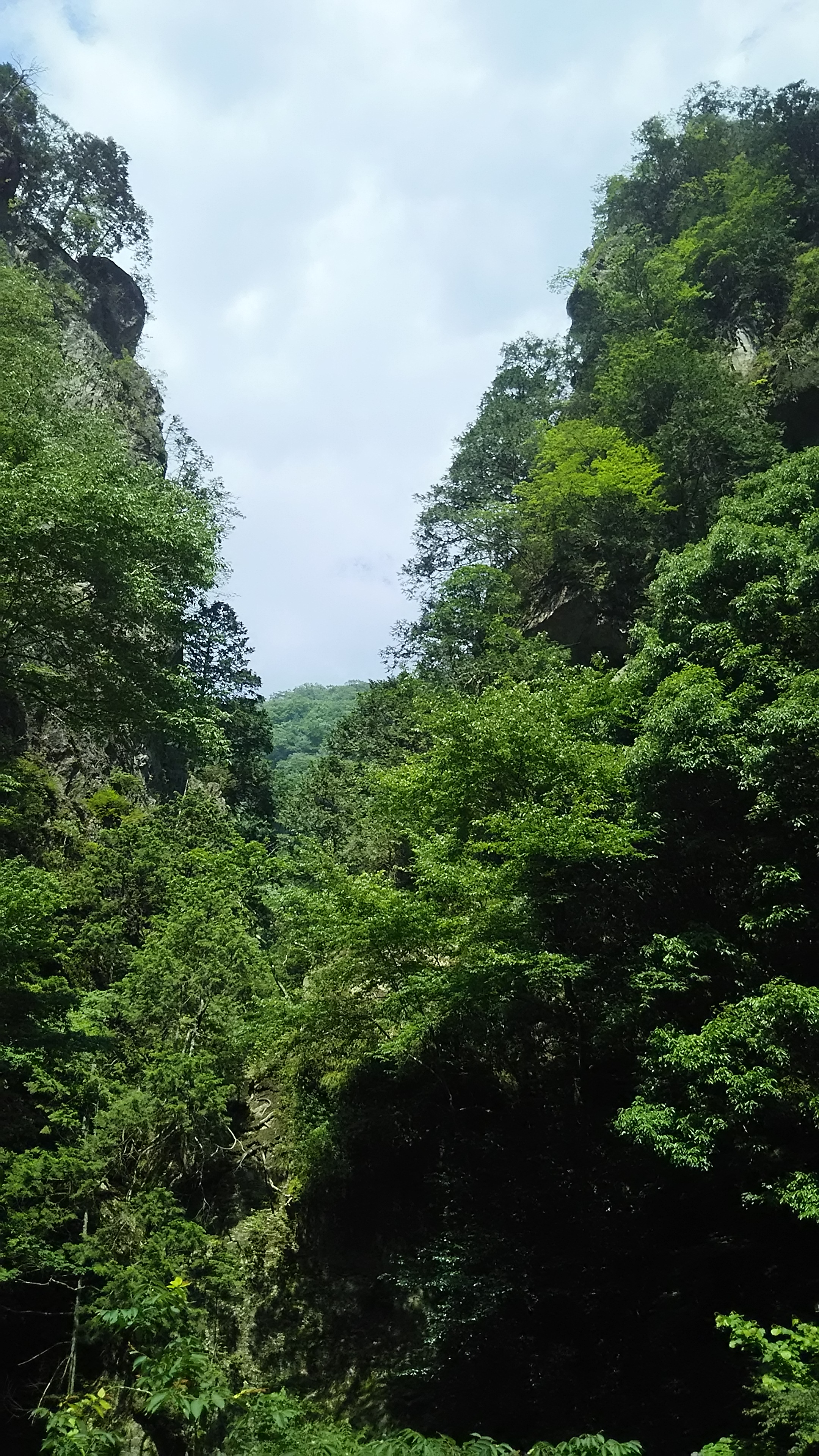
神戸岩

神戸岩（かのといわ）とは東京都西多摩郡檜原村に存在する岩であり、東京都の指定天然記念物でもある。

## 概要
北秋川の支流である神戸川上流部の赤井沢を挟んで位置する大岩壁で、下流側から見て右側が高さ約100 m、左側が高さ約80 mに達する。岩質がジュラ紀に形成された硬質なチャート層であるため、風雨の侵食に耐え、峡谷と屹立した岩壁を残したと考えられる。
岩の間を流れる赤井沢は滝が連続する狭い峡谷となっており、岩の間を縫う遊歩道が設置されている。
1919年（大正8年）に都から名勝の指定を受け、1934年（昭和9年）には国の天然記念物の指定も受けたが、戦後の法改正で無効となり、再度、1960年（昭和35年）に東京都から天然記念物として指定された。
神戸岩という名前の由来は、下手から見ると石の扉が開きかけているように感じられ天岩戸を想像させる。またその延長線上に大獄神社があるため、ここを神域への出入口と見立て、神域の戸岩＝神戸戸岩＝神戸岩となったという説が有力。

## 交通アクセス
所在地
- 東京都西多摩郡檜原村神戸8020-2,8038-2,8082-2,8083-2

交通
- 西東京バス藤倉行「神戸岩入口」にてバス下車、徒歩40分

## ギャラリー

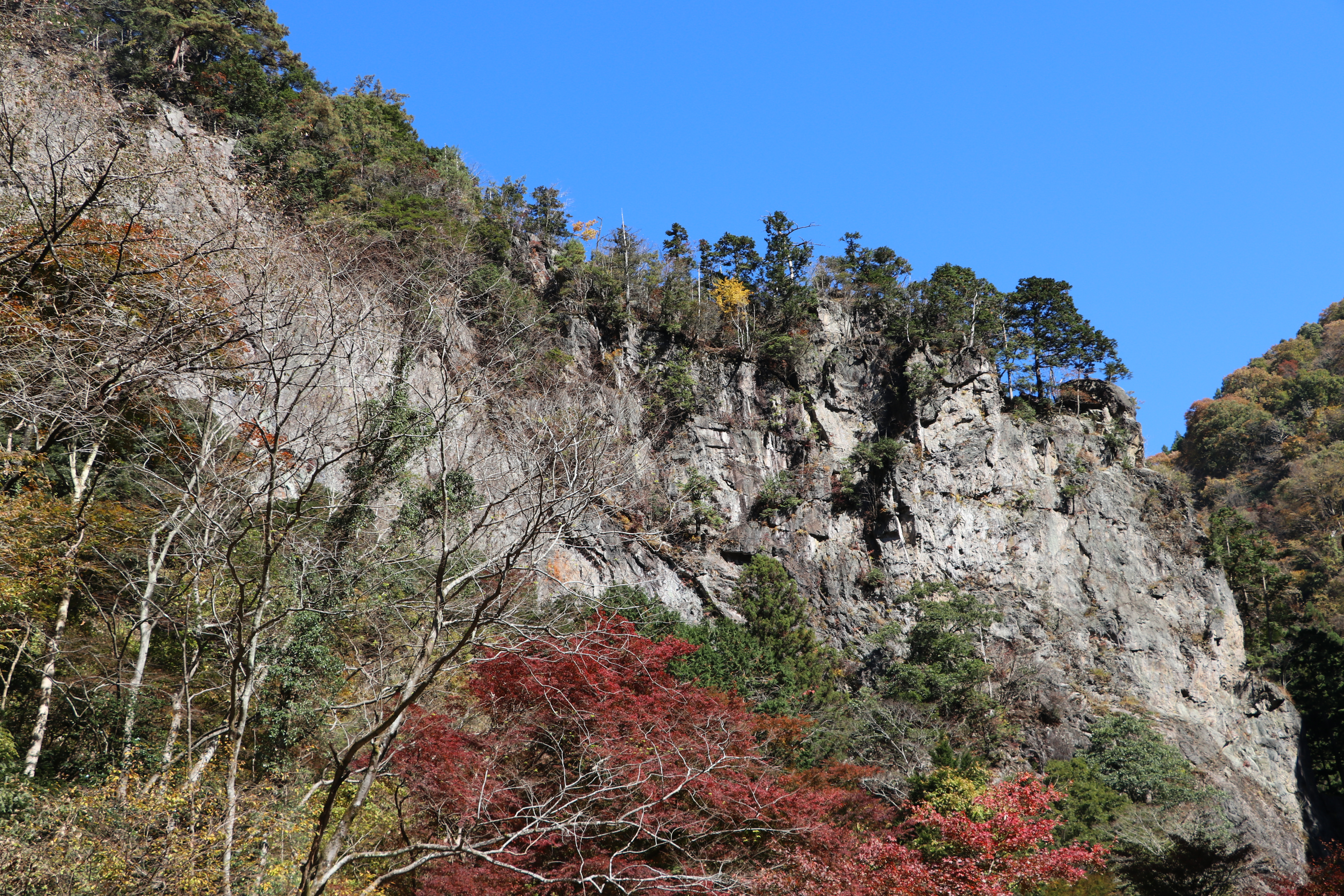
神戸岩
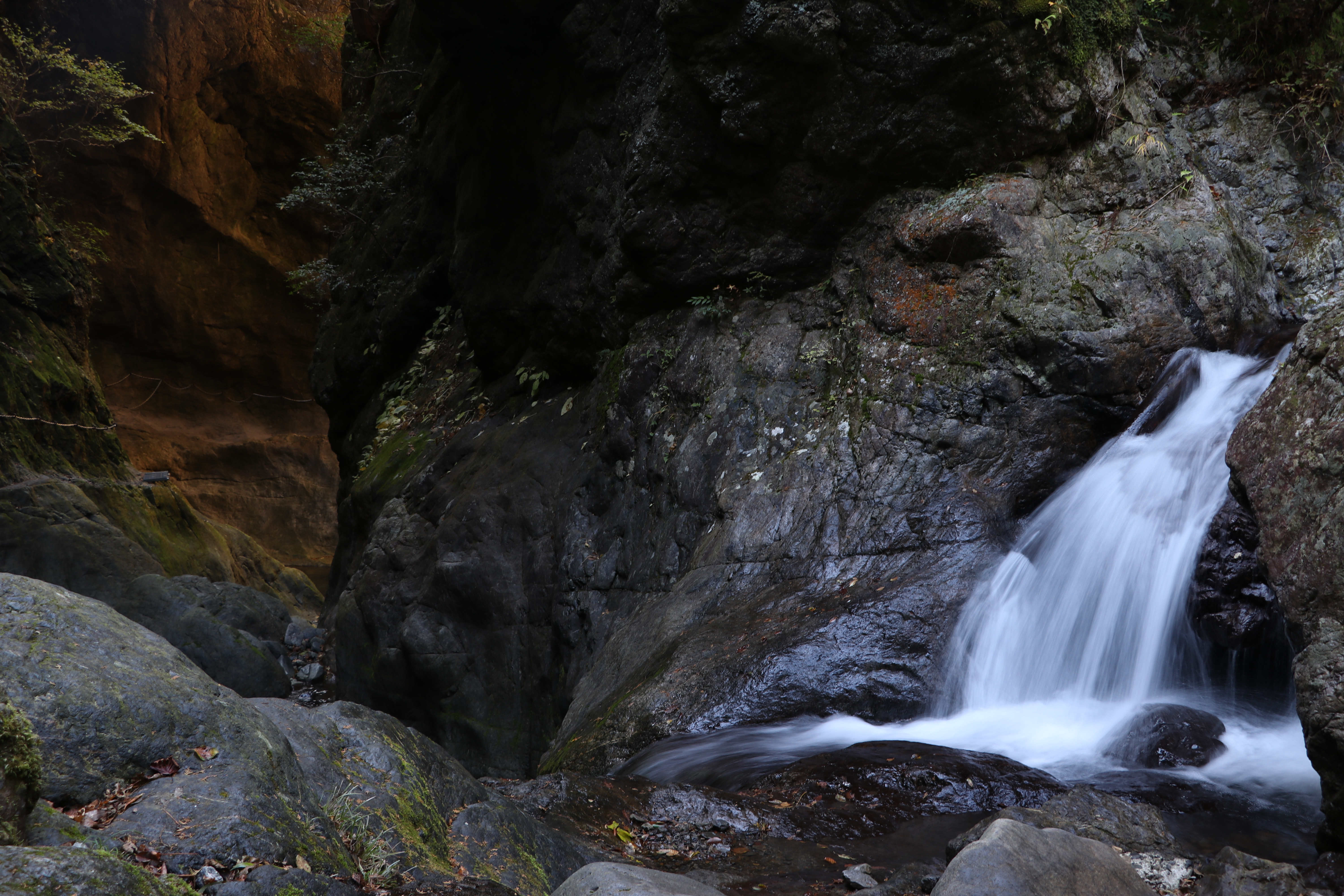
赤井沢にかかる滝